# میمند (نیر)
میمند  روستایی است که در استان اردبیل، شهرستان نیر، بخش مرکزی، دهستان دورسون خواجه قرار دارد.

## جمعیت
بر اساس سرشماری سال ۱۳۸۵ جمعیت این روستا ۳۱۹ نفر با ۷۴ خانوار بوده‌است.